# Progetto Sign
Il progetto Sign fu uno studio ufficiale del governo statunitense sugli oggetti volanti non identificati (UFO), svolto negli Stati Uniti dall'U.S. Air Force tra il 1947 e la fine del 1948.
Ufficialmente, il progetto non giunse ad alcuna conclusione sull'origine del fenomeno scrivendo nel rapporto finale, che: "l'esistenza dei dischi volanti non poteva né essere confermata, né essere smentita". Tuttavia, prima di tale conclusione, la maggior parte dei ricercatori della Commissione sostenne in un rapporto ufficiale non divulgato (chiamato "Stima della Situazione") che in alcuni casi gli UFO erano probabilmente di origine extraterrestre, ma nel momento in cui questa ipotesi venne rifiutata dai vertici militari per mancanza di prove concrete il progetto fu annullato.

## Antefatti
Le investigazioni che gli diedero inizio, furono raccomandate dal generale Nathan F. Twining, poi responsabile dell'Air Material Command. In precedenza, il Generale dell'Air Force presso la divisione di intelligence, George Schulgen, aveva completato una serie di rapporti preliminari su molti avvistamenti, denominati dalle autorità militari come "dischi volanti", che ricevettero una notevole pubblicità a causa dell'avvistamento del 24 giugno, 1947 da parte del pilota Kenneth Arnold. Lo studio di Schulgen, venne completato verso la fine del luglio 1947, e concluse che i dischi volanti erano effettivamente veri oggetti volanti. Schulgen successivamente chiese a Twining e al suo comando di realizzare un'analisi più approfondita dei dati grazie alla collaborazione di una divisione di intelligence e di ingegneria situata presso la base dell'Air Force di Wright-Patterson.

### La lettera di Schulgen a Twining
Nella lettere formale a Schulgen datata 23 settembre 1947, Twining scrive:
- Il fenomeno riportato è reale, non è frutto di una mera visione o di qualcosa di immaginario.
- Sono stati osservati degli oggetti, probabilmente a forma di disco, di dimensioni apprezzabili simili a quelle di un aeroplano.
- Esiste la possibilità che alcuni degli incidenti possano essere causati da fenomeni naturali, come meteore.
- Le caratteristiche operative dell'oggetto mostrano una straordinaria manovrabilità (in particolare nell'ascesa e nella rotazione), con movimenti evasivi eseguiti nel momento dell'avvistamento, o durante il contatto con aerei, rendendo plausibile l'ipotesi che alcuni oggetti possano essere controllati manualmente, automaticamente o a distanza.
- La descrizione apparente dell'oggetto è la seguente: ...
- È possibile che con le attuali conoscenze scientifiche... per costruire un velivolo pilotabile oggetto della descrizione generale...
- Qualsiasi sviluppo in questo paese lungo le linee indicate sarà estremamente costoso...
- È doveroso fare alcune considerazioni:

La possibilità che questi oggetti possano essere di origine domestica - ossia il prodotto di un progetto segretissimo sconosciuto sia a tale comando che all'AC/AS-2.
Si evidenzia la mancanza di rottami dovuti ad un eventuale caduta al suolo dell'oggetto tale da poter dimostrare senza ombra di dubbio la loro esistenza.
La possibilità che alcune nazioni straniere abbiano sviluppato una forma di propulsione, probabilmente nucleare, all'infuori delle nostre attuali conoscenze.
Shulgen raccomanda che " ... l'Air Force pubblichi delle direttive per stabilire una priorità, una classificazione di sicurezza e un nome in codice, allo scopo di organizzare adeguate ricerche in questa materia". (Clark, 489). Nonostante lo studio fosse condotto dall'Air Force, l'informativa e le conclusioni furono rese disponibili a tutti i servizi militari e alle agenzie scientifiche che avevano accordi formali con il governo degli Stati Uniti.

## Progetto Sign
I suggerimenti del generale Twining vennero approvati il 30 dicembre, 1947 dal Generale Maggiore Laurence C. Craigie, Direttore del dipartimento di Ricerche e Sviluppo dell'U.S Air Force. Secondo le direttive di Craigie, il ruolo del progetto Sign era: "... raccogliere, confrontare, valutare e condividere con agenzie governative interessate e con i contraenti, tutte le informazioni relative ai fenomeni di avvistamento presenti nell'atmosfera che possono rappresentare una minaccia alla sicurezza nazionale".

### Segreto militare
Il 22 gennaio, 1948, il Progetto Sign ebbe formalmente inizio come branca dell'Air Technical Intelligence Center (ATIC) presso la base Wright-Patterson, sotto la direzione del Capitano Robert R. Sneider.
Venne ritenuta una ricerca estremamente importante. Ruppel scrisse che il Progetto "era considerato di priorità 2A, (1A era la priorità massima). Nonostante fosse classificato come "riservato", l'esistenza dello studio venne reso pubblico con il nome di "Progetto Disco" (Project Saucer). Tuttavia lo storico UFO Wendy Connors riferisce da un'intervista concessa da parte del segretario del Progetto, che il nome informale di questa ricerca, "Project Saucer", era in realtà iniziata verso la fine del 1946. Se questo fosse stato vero, l'indagine dell'U.S Air Force iniziò prima dell'avvistamento di Kenneth Arnold, il primo dell'ondata del giugno-Luglio 1947. (Vedi: foo fighter UFO avvistati prima e durante la Seconda guerra mondiale).

### L'organizzazione e la collaborazione del Dr. Hynek
Gli studi furono intrapresi dall'Air Intelligence presso la base dell'Air Force più vicina all'avvistamento UFO, anche se alcuni casi venivano indagati direttamente dall'Air Material Command. J. Allen Hynek, insegnante di astronomia all'Ohio State University, fu assunto come consulente per eliminare dai rapporti qualsiasi avvistamento UFO che potesse essere scambiato per meteoriti, stelle o fenomeni analoghi. Hynek venne citato nel Progetto Sign all'inizio del maggio 1948, e fu assunto come consulente pochi mesi più tardi. Nel 1985, Hynek svelò di essere stato molto "negativo" in molte delle sue valutazioni. "Spesso mi forzavo a dare delle spiegazioni naturali, anche se qualche volta avrebbero potuto non esserlo."

### La coerenza iniziale della U.S. Air Force
All'inizio della moderna era della ricerca ufologica, la U.S. Air Force ammetteva l'esistenza dei dischi volanti. Come scrisse Ruppelt:
Specialisti dell'ATIC mi confidarono che entro pochi mesi, o al massimo un anno, avrebbero dato una risposta alla domanda: "Che cosa sono gli UFO?". La domanda: "Gli UFO esistono?", non si poneva neppure. Il solo problema che veniva discusso tra i ricercatori dell'ATIC era: "Gli UFO sono russi o di origine interplanetaria?". In entrambi i casi era considerato un progetto serio, coperto da segreto militare.
Il Progetto Sign venne assegnato solo a personale di grado elevato all'interno dell'ATIC. Il Dr. Michael D. Swords scrisse che "il personale selezionato per il progetto era probabilmente il miglior gruppo di lavoro possibile, finché l'Air Force pose fine nel 1969 alle investigazioni". A supporto del direttore, il Capitano Robert R. Sneider, vi erano due ingegneri aeronautici, Alfred Loedding e Albert B. Deyarmond ... Completavano il gruppo, un esperto nucleare e di missilistica Lawrence Truettner ... La qualità di questi professionisti dimostrava la serietà con la quale l'Air Force considerava lo studio sui dischi volanti. (Swords, p. 91)
La prima indagine del progetto Sign fu lo studio dell'ampiamente pubblicizzato incontro con un UFO conosciuto come Incidente di Thomas Mantell. Il 7 gennaio 1948, il pilota dell'Air Force Thomas Mantell intercettò ed inseguì un manufatto aereo che descrisse come: "un oggetto metallico ... di enormi dimensioni". (Clark, 352) - morì quando il suo aereo si schiantò presso la città di Franklin (Kentucky). Gli investigatori non furono in grado di risolvere il mistero, ma Hynek pensò che Mantell aveva scambiato Venere per un UFO il pianeta, conclusione che suscitò non poche perplessità e rimase formalmente unica, mentre l'incidente Mantell venne considerato come "irrisolto".
Secondo il primo direttore del Progetto Blue Book Edward J. Ruppelt, gli investigatori del progetto Sign erano meno scettici sull'avvistamento UFO definito come Caso Chiles-Whitted, avvenuto sopra Montgomery (Alabama) il 23 luglio, 1948. In questo caso, due piloti di linea furono testimoni dell'avvistamento di un UFO a forma di razzo, che emetteva fiamme incandescenti di colore blu-rosso, e che si avvicinò al loro aereo, fino a rischiare una collisione. I piloti Chiles e Whitted dichiararono che l'oggetto mostrava la presenza di una doppia riga di porte o finestre dalle quali fuoriusciva una luce bianco-azzurra (un oggetto simile con una doppia riga di finestre fu avvistato sopra L'Aia, nei Paesi Bassi, pochi giorni prima, indipendentemente dai resoconti del Progetto Sign.) Alcuni ricercatori furono profondamente impressionati dalla vicinanza dell'UFO avvistato da due piloti testimoni estremamente attendibili. La presenza di "finestre" suggeriva che gli oggetti avevano all'interno degli occupanti.

## La Stima della situazione
Come Sword fa notare: "I membri del progetto sostenevano di possedere diverse dozzine di osservazioni aeree inspiegabili, molte delle quali fatte da piloti e scienziati. Gli oggetti sembravano agire come se fossero provvisti di una tecnologia, di origine non terrestre. L'oggetto volante affusolato incontrato da Chiles-Witted gli intrigava. Secondo la teoria di Prandtl sulla portanza tali forme strane possono, si volare, ma necessitano di forme di propulsione più avanzate di quelle che noi possiamo attualmente costruire sulla Terra (p.es. nucleare)". (Swords, p. 93).
Il personale del progetto Sign in genere era consapevole di aver a che fare con testimoni più che attendibili, in grado di descrivere esattamente ciò che avevano effettivamente visto. Il problema pertanto si spostava sulla loro origine, dato che vi erano evidenze che, né Stati Uniti, né Unione Sovietica avevano costruito tali oggetti, considerarono gradualmente extraterrestre la loro provenienza. L'esito di tale ipotesi venne considerata come la leggendaria Stima della Situazione.
Sword nota che tale riflessione sull'origine extraterrestre non fosse qualcosa di così "incredibile nei circoli di intelligence quanto potesse sembrare". Dato che molti testimoni erano "militari, ingegneri, e tecnici", essi avevano "la competenza e l'affidabilità per valutare", e la tendenza a considerare le tecnologie indisponibili, non come cose impossibili, ma come sfide da superare. Piuttosto che rifiutare certi rapporti UFO considerati come sconcertanti, si pensava piuttosto, di come quell'oggetto avrebbe potuto funzionare. Questa prospettiva, sostiene Sword, "era notevolmente contrastata da molti scienziati, che consideravano queste idee come impossibili, inconcepibili o assurde". (Swords, p93)

### L'ipotesi dei velivoli Sovietici
Si formò ad un certo punto un altro gruppo, apertamente contrario all'ipotesi extraterrestre, proprio nel momento in cui il Punto della Situazione era l'ipotesi più in voga.
Informalmente diretta dal Maggiore Aaron J. Boggs, questo gruppo era estremamente scettico a considerare reali tali avvistamenti; il Dr. Michael Swords notava come la sua perspicacia descrivesse Boggs come "L'assassino dei dischi volanti giunto dal Pentagono" (Swords, 94).
Sotto la guida di Boggs venne stilato presso il Direttorato dell'Intelligence Navale un documento, successivamente inviato a tutto il personale di tutti i servizi segreti militari. Pur ritenendoli reali, si sospettava che fossero velivoli costruiti in Unione Sovietica.. Secondo l'intelligence militare, i russi avrebbero costruito tali prototipi, sfruttando il lavoro di scienziati nazisti, specialmente quello dei Fratelli Horten, che Sword descrive come brillanti ingegneri aeronautici in anticipo sui tempi, rispetto alle loro controparti statunitensi." (Swords, 87-88)
Se i dischi volanti erano sovietici, allora opererebbero apertamente nello spazio aereo americano, per creare una sorta di guerra psicologica, in pratica per "far capire agli Stati Uniti che la bomba atomica non era l'arma definitiva e tanto meno la più avanzata". (Swords, 100). Tuttavia, i ricercatori non trovarono nessuna evidenza concreta a sostegno di questa ipotesi.

### I vertici militari bocciano l'ipotesi extraterrestre
Con l'emergenza dell'avvistamento Chiles-Whitted, si creò di fatto, una frattura nello staff: tra coloro che sostenevano l'origine extraterrestre, (vedi ipotesi extraterrestre o ETH) e coloro che la rifiutavano, a favore una spiegazione più "prosaica".
Con l'avvento del Generale Hoyt S. Vanderberg il rifiuto dell'origine extraterrestre si concretizzò. Ruppelt, a tutto il personale impegnato nel progetto, parlò chiaro: "l'ETH non è più sostenuta dal vertice militare." Nonostante questa nuova linea di condotta, il personale non cambiò idea, (Swords, 96), e continuò le investigazioni, preferendo l'ETH. Sword ipotizzò che tale rifiuto avvenne a causa dello scarsissimo appoggio che l'ETH aveva all'interno del Pentagono rispetto all'ipotesi "più prosaica".
Dopo una serie di avvistamenti in cui si era notata la presenza di un evidente sistema di propulsione tecnologicamente più avanzato, il personale del Sign si occupò dell'Incidente di George Gorman, iniziando a misurare i livelli di radiazione del velivolo di George Gorman della Guardia Nazionale degli Stati Uniti, dopo che il pilota, il 1º ottobre 1948, aveva effettuato l'inseguimento aereo di un disco volante nei pressi di Fargo, nel Dakota del Nord.
Il Generale Charles P.Cabell chiese un parere ai responsabili del progetto sulla possibilità che tali dischi volanti non fossero di origine extraterrestre. Dal Sign gli risposero "piccati" senza fare un riferimento specifico all'ipotesi extraterrestre e citando i lavori di Charles Fort, che oggetti volanti dalla forma insolita sorvolavano i cieli della terra da decenni, anche prima dell'avvistamento di Kenneth Arnold. Un documento firmato da Sneider, e datato 20 dicembre, 1948, aveva definito ironicamente l'ipotesi extraterrestre come il "Fantasma della Stima". Ciononostante, il rifiuto della "Stima", non fu senza conseguenze per il Progetto Sign e i sostenitori dell'ipotesi EHT. Come scrisse Ruppelt:
Dalla fine del 1948, il Progetto Sign aveva ricevuto diverse centinaia di resoconti UFO. Di questi, 167 furono considerati come attendibili, mentre 36 furono definiti : "non identificati". Sebbene l'entusiasmo per l'interpretazione interplanetaria era al massimo ... sempre più ricerca veniva spostata verso altre organizzazioni investigative che stavano aiutando l'ATIC. L'applicazione del Segreto Militare alla "Stima della Situazione", fu l'inizio della graduale perdita di entusiasmo verso l'ipotesi extraterrestre.
Le ricerche del progetto e dell'ipotesi extraterrestre furono oggetto di dibattito, nel novembre 1948, presso il National Bureau of Standards dove le ipotesi in competizione erano rappresentate rispettivamente da Snider e Boggs. Come scrisse Sword: "Una volta dissipatosi il fumo, Boggs e l'AIR-100 furono proclamati vincitori".(Swords, 96)

## Conseguenze
Sul finire del 1948, il Progetto Sign venne portato avanti con discontinuità, e il nome fu sostituito con un altro negativamente indirizzato, il Progetto Grudge. Ruppelt dichiara che la scelta della parola "Grudge" (rancore, invidia) per descrivere il nuovo progetto era stata scelta apposta. Ruppelt scrisse:
L'11 febbraio, 1949, venne emanato un ordine che modificò il nome del progetto da Sign a Grudge. Si suppone che venne cambiato in quanto il nome del precedente progetto era compromesso. Questo è ciò che sempre mi risposero in via ufficiale a qualsiasi domanda sul suo cambiamento. In un primo momento pensai che non ci fossero motivi particolari, ma non era così.

### L'"Era Oscura" del progetto di ricerca UFO
Ruppelt nota che il periodo del Progetto Grudge era considerata come "l'era oscura" dell'investigazione Ufologica dell'Air Force. Ancora verso la fine del 1949, quasi il 20% degli avvistamenti, era classificato dallo stesso progetto Grudge come "non identificato". Verso la fine del 1951, secondo Ruppelt, alcuni generali del Pentagono molto influenti, scoraggiati dal clima di screditamento che avvolgeva il progetto lo smantellarono e lo sostituito con il Progetto Blue Book, e lo stesso Ruppelt al comando.
Lo storico David Michael Jacobs fa notare che, dopotutto, i ricercatori del Progetto Sign avevano fatto un eccellente lavoro, anche se dichiarò che: "Il loro problema principale era che il personale aveva troppa poca esperienza per comprendere tra quali avvistamenti era necessario indagare in profondità. A causa della mancanza di familiarità o/e della stravaganza di tali fenomeni, il gruppo spese una eccessiva quantità di tempo per su avvistamenti che erano palesemente riconducibili ad aerei, meteore, o burle" (Jacobs, 47).